# Pasieczna (Iwano-Frankiwsk)
Pasieczna (ukr. Пасічна) – północno-zachodnia dzielnica Iwano-Frankiwska, dawniej – wieś, założona w 1440. Włączona do miasta (Stanisława) w 1958 roku.
W II Rzeczypospolitej miejscowość stanowiła od 1934 gminę jednostkową. 1 stycznia 1925 część Pasiecznej (cały obszar po wschodniej stronie Bystrzycy Sołotwińskiej) włączono do Stanisławowa. Od 1 sierpnia Pasieczna była siedzibą zbiorowej gminy wiejskiej Pasieczna w powiecie stanisławowskim województwa stanisławowskiego. 
W maju 1944 nacjonaliści ukraińscy z OUN-UPA zamordowali tutaj 30 Polaków.
Na terenie dzielnicy znajduje się Cmentarz Pasieczna.